# Neue Generation (Band)
Neue Generation war eine deutsche Rockband. Sie wurde 1976 gegründet und 1978 wieder aufgelöst.

## Bandgeschichte
Die Gründungsmitglieder der Band waren Petko Datschew, Heinz-Jürgen „Gotte“ Gottschalk (* 1948), Axel Donner (ehemals Express), Michael Behm (* 1951, vormals Transit, Stern-Combo Meißen und Drei, später Bajazzo), Hans-Joachim Schweda (* 1952) und Wolfram Kobischke (* 1950). 1977 kam für Behm Daniel Mischna (* 1955) und für Donner Rainer Oleak (* 1953).
Erst ein Jahr nach ihrer Auflösung 1979 erschien bei Amiga die einzige Langspielplatte der Band. In der DDR-Jahreshitparade 1979 finden sich mehrere Titel von dieser LP.
Als Oleak, Mischna und Schweda zusammen mit Stefan Schirrmacher und Hans-Joachim Neumann die Band Neumis Rock Circus gründeten, Kobischke die Band Kleeblatt gründete und Gottschalk eine Solokarriere startete, bedeutete das das Ende der Band.

## Stilistik
Die Musik der Band war, gemessen an anderen Rockbands, langsam und dezent.

## Diskografie
- 1978: Glashaus / Wenn die Sterne tanzen (Single, Amiga)
- 1979: Neue Generation (LP, Amiga)